# Anno polare internazionale

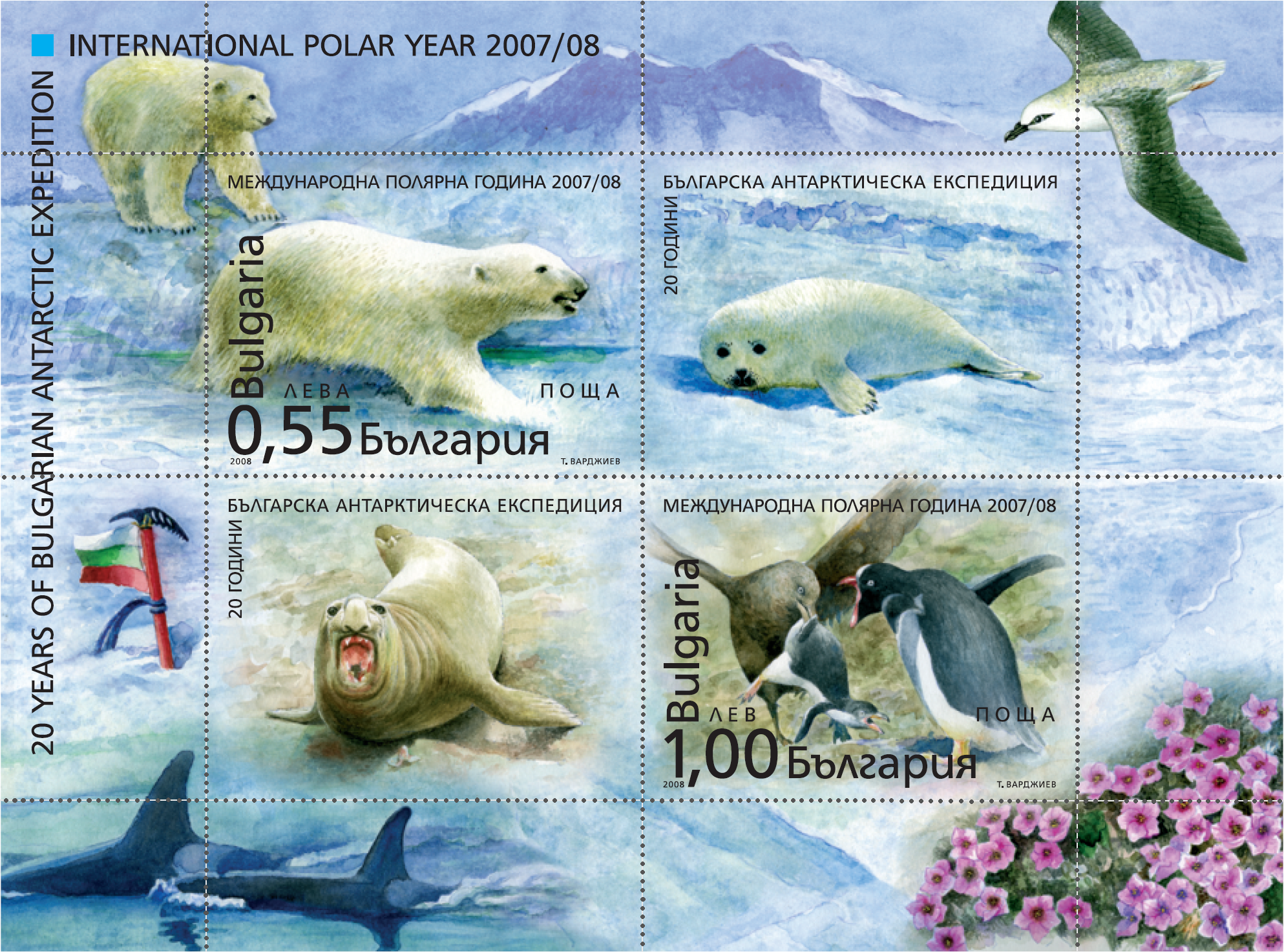
Francobolli bulgari dedicati all'IPY.

L'Anno Polare Internazionale (acronimo IPY, dall'inglese International Polar Year) rappresentò il passaggio dalle gare delle singole spedizioni alla cooperazione scientifica mondiale nell'esplorazione delle regioni polari. Ha visto la sua prima edizione nel 1882-1883, su iniziativa del tenente di vascello della Marina Militare austro-ungarica Carl Weyprecht. Questo primo Anno Polare Internazionale, durato dal 1º agosto 1882 al 15 agosto 1883, vide l'impegno assunto da 11 Stati di realizzare 12 stazioni di ricerca nell'Artico (in realtà 13) e due nelle regioni sub-antartiche che, unitamente a 34 istituti di ricerca sparsi in tutto il mondo, avrebbero eseguito misurazioni sincronizzate e concordate per tutto l'arco del periodo considerato, concernenti l'intera fisica terrestre. Questo primo Anno Polare Internazionale è considerato l'inizio della ricerca scientifica internazionale in quanto, per la prima volta, un progetto di ricerca scientifica fu varato tramite accordo di tipo diplomatico, che impegnava nella sua realizzazione degli Stati.
L'idea che portò Carl Weyprecht a ideare l'Anno Polare Internazionale non era soltanto di carattere scientifico, ma anche politico: a suo avviso l'unione di tutte le nazioni nel nome della scienza avrebbe, infatti, non solo permesso la realizzazione di progetti scientifici altrimenti irrealizzabili ma, pure, costituito un antidoto al crescente nazionalismo dell'epoca dal quale, sebbene fosse un ufficiale, aveva decisamente preso le distanze. 
A questo primo Anno Polare Internazionale seguirono, nel 1901-1902, le spedizioni scientifiche simultanee nel continente antartico che il precedente appuntamento aveva dovuto forzatamente trascurare (nel 1882 l'Antartide era ancora inesplorato), quindi l'Anno Polare Internazionale 1932-1933, l'Anno Polare Internazionale (che prese il nome di Anno Geofisico Internazionale) del 1957-1958 e, infine, i concomitanti e collegati Anno Polare Internazionale, Anno Eliofisico Internazionale, Anno Internazionale del Pianeta Terra e Anno geofisico Elettronico Internazionale, realizzati nel periodo 2007-2009.
L'IPY 2007-2008 (durato però fino al 2009) è sorto su proposta dello Scar (Scientific Committee for Antartic research e dell'ICSU International Council for Science, ed è stato diretto dal professor David Carlson.